# Пламен Павлов
Пламен Павлов (село Пејчиново, општина Бјала, област Русе; 12. јул 1958) је бугарски историчар и писац. Доктор је историјских наука и професор историје Византије и балканских земаља 4-15. века на Универзитету у Великом Трнову. Сценариста је и консултант документарних филмова посвећених бугарској историји и судбини Бугара, аутор и водитељ емисије о историји и култури на националној телевизији „Скат“. Био је председник Државне агенције за Бугаре у иностранству Владе Републике Бугарске у раздобљу 1998-2002.
Пламен Павлов је иницијатор и учесник у стварању различитих научних, културних и друштвених пројеката и иницијатива, који наглашавају јединство бугарског народа и односа Бугарске са својим заједницама изван садашњих граница. Члан је Бугарске академије наука и уметности од 2010. године.